# Magura
Magura — залізний метеорит, що належить до грубозернистих октаедритів типу IA, знайдений в Оравській Магурі між 1830 і 1840 роками в Словаччині. Ідентифікований як метеорит В. Гайдінгером у 1844 році.
Між 1830 і 1840 роками було зібрано близько 1 600 кг метеоритного заліза, яке використовували, як сировину на місцевому металургійному заводі. До наших днів збереглося лише близько 150 кг. У метеориті Магура були вперше виділені та ідентифіковані фосфор заліза, фосфор нікелю, а також мінерали когеніт і шрейберіт. Метеорит містить такі елементи: залізо 92,60%, нікель 6,67%, кобальт 0,46%, фосфор 0,24%, а також сполуки галію, германію, іридію.